# Rotace logů
Rotace logů je pojem z oboru informačních technologií, přesněji ze správy systému. Jedná o postup v rámci správy logů, v rámci kterého přibývají do úložiště logů další a další záznamy, a naopak starší záznamy jsou průběžně odstraňovány, aby v úložišti nedošlo místo. Mohou být přímo mazány, ale typicky jsou nejprve komprimovány a odeslány do archivačního systému s dostatečnou kapacitou, kde je jejich prohledávání už obtížněji dostupné, ale z kterého jsou definitivně mazány až po podstatně delší době.
Na Linuxu se rotace logů nejčastěji provádí programem logrotate. Ten umožňuje například jak komprimaci starých logů, tak odeslání e-mailové zprávy správci, když dojde k rotaci. Na FreeBSD a macOS je používán program newsyslog. Patřičné programy bývají obvykle volány pomocí cronu, aby byla rotace logů plně automatizována.
Protože logy tvoří důležitý prvek zajištění kybernetické bezpečnosti, jsou parametry jejich rotace předmětem odborných doporučení. Například český Národní úřad pro kybernetickou a informační bezpečnost ji zmiňuje ve svém doporučení z roku 2016 inspirovaném doporučením NIST800-92 vydaným americkým Národním institutem standardů a technologie.